# Hongtuya He
Hongtuya He är ett vattendrag i Kina. Det ligger i provinsen Jilin, i den nordöstra delen av landet, omkring 240 kilometer sydost om provinshuvudstaden Changchun.
Genomsnittlig årsnederbörd är 1 081 millimeter. Den regnigaste månaden är juli, med i genomsnitt 326 mm nederbörd, och den torraste är januari, med 11 mm nederbörd.